# Aéroport de Dallas Love Field
Pour les articles homonymes, voir DAL.
L'aéroport de Dallas Love Field (code IATA : DAL • code OACI : KDAL) est un aéroport municipal situé à dix kilomètres au nord-ouest du centre-ville de Dallas, au Texas. Il a été le principal aéroport de Dallas jusqu'en 1974, lorsque le Dallas/Fort Worth International Airport (DFW) fut ouvert.
Love Field abrite le siège de la compagnie Southwest Airlines.

## Histoire
La base prend le nom de Dallas Love Field en mémoire de Moss L.Love, qui tout en étant affecté au 11e de Cavalerie (en) de l'U.S. Army, est décédé dans un accident d'avion près de San Diego, en Californie, le 4 septembre 1913, devenant ainsi le 10e décès de l'histoire de l'aviation de l'armée américaine. Son biplan Wright Model C s'est écrasé lors d'un exercice. Ce nom a été donné par l'Armée des États-Unis le 19 octobre 1917.

### Première Guerre mondiale

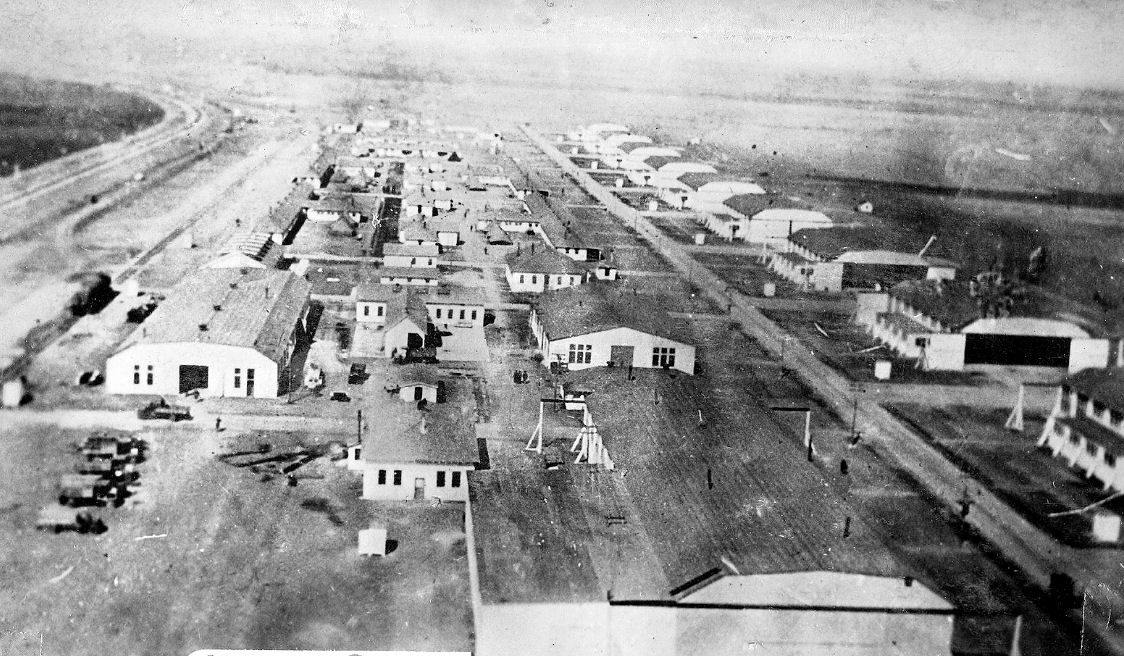
Love Field en 1918, pendant la Première Guerre mondiale.

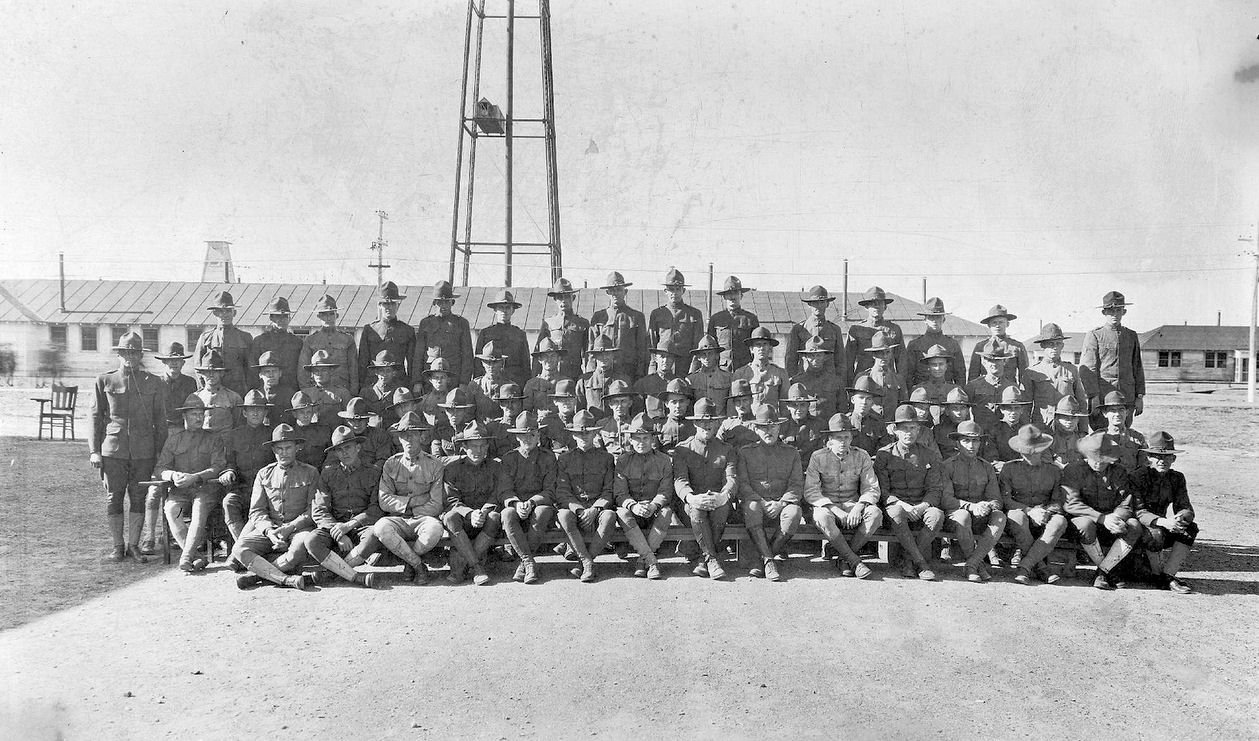
aérien (plus tard, l'Escadron « C ») à Love Field au Texas, 1918.

## Situation
| Abilene Austin Beaumont Corpus Christi Dallas Love Dallas-Fort Worth East Texas Easterwood El Paso Houston · George-Bush Houston-Hobby Killeen · Fort Hood Laredo Lubbock Preston Smith McAllen Miller Midland Rick Husband Amarillo San Angelo San Antonio Tyler Pounds Valley Victoria Waco Wichita Falls |

## Installations
Dallas Love Field couvre une superficie de 530 hectares et dispose de trois pistes :
- la piste 13L/31R : 2 363 mètres sur 46, surface : béton (construite en 1943, étendue en 1952) ;
- la piste 13R/31L : 2 682 mètres sur 46, surface : béton (construite en 1965) ;
- la piste 18/36 (fermée) : 1 874 mètres sur 46, surface : asphalte (construite en 1943).

## Terminal principal
La modernisation des terminaux de Love Field a été annoncée au début de 2009. Le plan à 519 millions de dollars remplace les bâtiments actuels par un nouveau de 20 portes.

### Legend terminal
Le terminal a été construit par Legend Airlines et a été utilisé plus tard par la Legend Airlines et Delta Connection/Atlantic Southeast Airlines. Les portes de l'ancien terminal ont été démolies et le reste de la structure converti en une installation du Service des douanes et de la protection des frontières des États-Unis.

## Compagnies et destinations
| Compagnies         | Destinations | Refs  |
| ------------------ | --- | ----- |
| Alaska Airlines    | Los Angeles, Portland, San Francisco, Seattle-Tacoma | [ 4 ] |
| Delta Air Lines    | Atlanta H.-Jackson | [ 5 ] |
| Southwest Airlines | - Albuquerque, - Amarillo-Rick Husband (en), - Atlanta H.-Jackson, - Austin-Bergstrom, - Baltimore-T. Marshall, - Birmingham-Shuttlesworth, - Burbank-Hollywood, - Charlotte-Douglas, - Chicago-Midway, - John Glenn Columbus, - Denver, - El Paso, - Fort Lauderdale-Hollywood, - Fort Myers, - Houston-W. P. Hobby, - Indianapolis, - Kansas City, - Las Vegas-Harry-Reid, - Little Rock-Clinton, - Los Angeles, - Louisville-Standiford Field, - Lubbock Preston Smith (en), - Memphis, - Midland, - Milwaukee-General Mitchell, - Minneapolis-Saint-Paul, - Nashville, - La Nouvelle-Orléans-L. Armstrong, - New York-LaGuardia, - Oakland, - Omaha-Eppley, - Ontario, - Orlando, - Plages du nord-ouest de la Floride, - Pensacola, - Phoenix-Sky Harbor, - Pittsburgh, - Raleigh-Durham, - Sacramento, - Lambert-Saint Louis, - Salt Lake City, - San Antonio, - San Diego, - San José (Californie), - Tampa, - Tulsa, - Washington-Reagan, - Palm Beach En saison : - Boston Logan, - Charleston, - Cleveland-Hopkins, - Corpus Christi, - Détroit, - Harlingen-Valley International (en), - Santa Ana-J. Wayne, - Philadelphie, - Portland, - Seattle-Tacoma | [ 6 ] |

Édité le 20/02/2020

## Statistiques

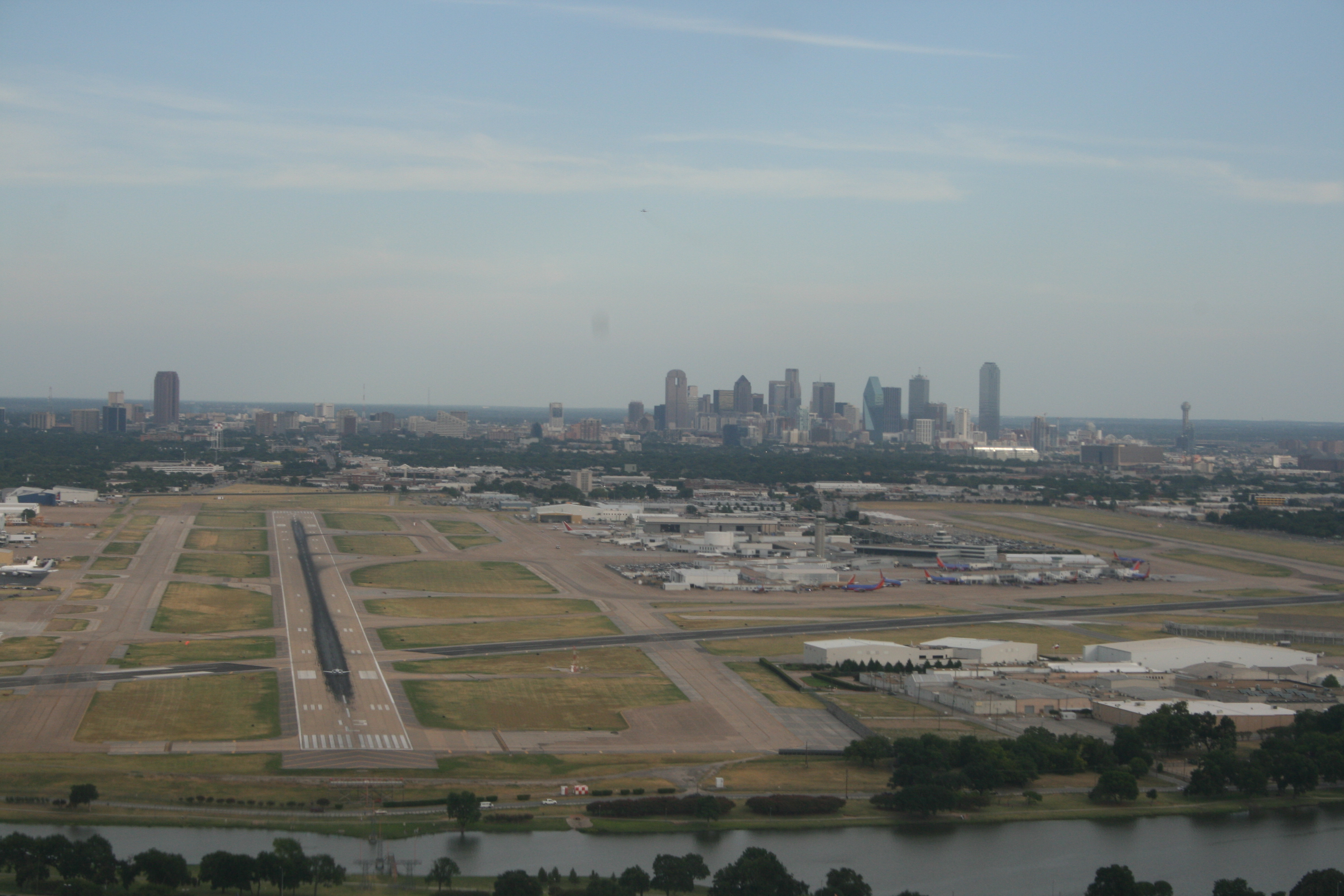
Piste 13L.

### Trafic annuel
Le graphique qui aurait dû être présenté ici ne peut pas être affiché car il utilise l'ancienne extension Graph, désactivée pour des questions de sécurité. Des indications pour créer un nouveau graphique avec la nouvelle extension Chart sont disponibles ici.

Voir la requête brute et les sources sur Wikidata.
| Année | Les passagers |
| ----- | ------------- |
| 1996  | 7 064 515     |
| 1997  | 6 807 894     |
| 1998  | 6 715 596     |
| 1999  | 6 820 867     |
| 2000  | 7 077 549     |
| 2001  | 6 685 618     |
| 2002  | 5 622 754     |
| 2003  | 5 588 930     |
| 2004  | 5 889 756     |
| 2005  | 5 909 599     |
| 2006  | 6 874 717     |
| 2007  | 7 953 385     |
| 2008  | 8 060 792     |
| 2009  | 7 744 522     |
| 2010  | 7 960 809     |
| 2011  | 7 980 020     |
| 2012  | 8 173 927     |
| 2013  | 8 470 586     |
| 2014  | 9 413 636     |
| 2015  | 14 497 498    |